# نيك هورفاث
نيك هورفاث (بالإنجليزية: Nick Horvath)‏ مواليد 18 فبراير 1981 في شورفيو، هو لاعب كرة سلة نيوزلندي سابق. بدأ مسيرته الاحترافية في سنة 2004. اعتزل اللعب في 2015.

## المسيرة الاحترافية
لعب مع ويلينغتون ساينتس من سنة 2006 إلى 2008، ثم لعب مع أديليد ثيرتي سيكسترز في الدوري الأسترالي في موسم 2006–07، ثم لعب مع ويلينغتون ساينتس في سنة 2010، ثم لعب مع سيدني كينجز في الدوري الأسترالي في موسم 2014–15، ثم لعب مع ويلينغتون ساينتس في سنة 2015.

## روابط خارجية
- نيك هورفاث على موقع كلية كرة السلة في سبورتس رفرنس.كوم (الإنجليزية)
- نيك هورفاث على موقع ريلجم (الإنجليزية)
- نيك هورفاث على موقع بروبوليرز (الإنجليزية)